# Boden-tói járás
Bodenseekreis egy járás (németül: Kreis), Németországban, Baden-Württemberg délkeleti részén. Szomszédos kerületek: Konstanz járás, Sigmaringen járás, Ravensburg járás és Lindau járás. Délen a Boden-tó választja el Ausztriától és Svájctól.

## Történelem
A kerületet 1972-ben hozták létre, mikor az előző kerületet, Tettnanget összeolvasztották Überlingen egy nagyobb részével.

## Földrajz
A kerület a Boden-tó (németül: Bodensee) északi partjánál fekszik, amely egyben a kerület nevét is adja. A tájakat, amelyeken a kerület fekszik Oberschwäbisches Hügellandnek és Westallgäuer Hügellandnek nevezik, és ahogyan azt a neve is sugallja, javarészt hegyes tájakról beszélünk.

## Partnerkerületek
Bodenseekreisnek testvérkerülete Muldentalkreis, Szászországban, és egy lengyel kerület, Częstochowa Vajdaság.

## Címer
A kék szín és a három hullámvonal is az alján a Bodeni-tavat jelképezik. A kerék egy másik címerből származik, de az ipart is hivatott jelképezni.

## Városok és községek
| Városok | Községek |
| --- | --- |
| 1. Friedrichshafen 2. Markdorf 3. Meersburg 4. Tettnang 5. Überlingen                                              | 1. Bermatingen 2. Daisendorf 3. Deggenhausertal 4. Eriskirch 5. Frickingen 6. Hagnau am Bodensee 7. Heiligenberg 8. Immenstaad am Bodensee 9. Kressbronn am Bodensee 10. Langenargen 11. Meckenbeuren 12. Neukirch 13. Oberteuringen 14. Owingen 15. Salem 16. Sipplingen 17. Stetten 18. Uhldingen-Mühlhofen |
| Közigazgatási kerületek (Lau 1)                                                                                    | 1. Bermatingen 2. Daisendorf 3. Deggenhausertal 4. Eriskirch 5. Frickingen 6. Hagnau am Bodensee 7. Heiligenberg 8. Immenstaad am Bodensee 9. Kressbronn am Bodensee 10. Langenargen 11. Meckenbeuren 12. Neukirch 13. Oberteuringen 14. Owingen 15. Salem 16. Sipplingen 17. Stetten 18. Uhldingen-Mühlhofen |
| 1. Eriskirch-Kressbronn-Langenargen 2. Friedrichshafen 3. Markdorf 4. Meersburg 5. Salem 6. Tettnang 7. Überlingen | 1. Bermatingen 2. Daisendorf 3. Deggenhausertal 4. Eriskirch 5. Frickingen 6. Hagnau am Bodensee 7. Heiligenberg 8. Immenstaad am Bodensee 9. Kressbronn am Bodensee 10. Langenargen 11. Meckenbeuren 12. Neukirch 13. Oberteuringen 14. Owingen 15. Salem 16. Sipplingen 17. Stetten 18. Uhldingen-Mühlhofen |